# Visp
Visp (franceză Viège) este o comună în partea sudică a Elveției.

## Sport
În localitate activează echipa de hochei pe gheață EHC Visp.

## Personalități
- Sepp Blatter, actualul președinte FIFA